# Keepon
 (août 2014).

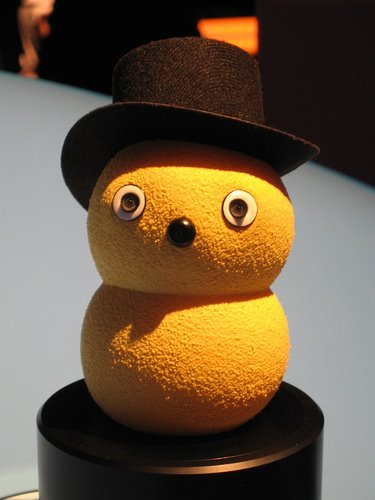

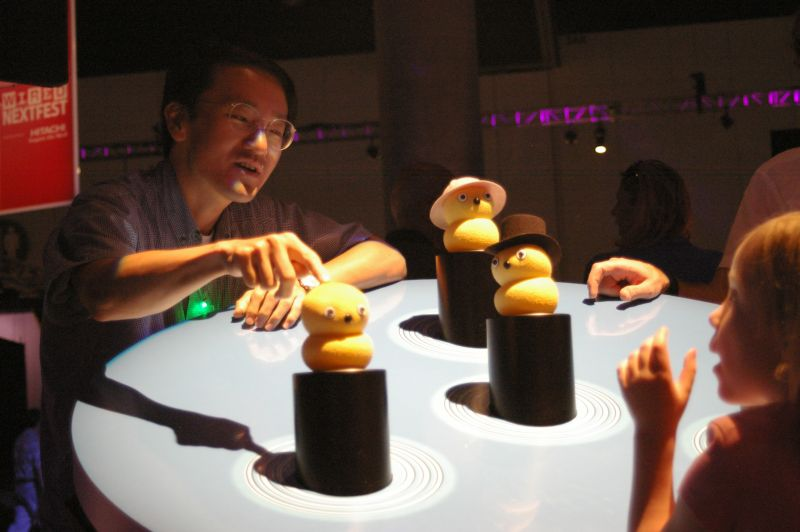
Hideki Kozima avec un troupeau de Keepons à Wired's Nextfest 2007.

Keepon est un petit robot jaune conçu pour produire un échange émotif et attentif avec un humain (en particulier avec un enfant) de la manière la plus simple et la plus complète. Keepon fut développé par Hideki Kozima (小嶋 秀樹, Kojima Hideki) de l'Institut national des technologies de l'information et des télécommunications (NICT) à Kyoto, au Japon. Keepon a quatre moteurs, une peau en caoutchouc, deux caméras pour les yeux et un microphone dans son nez. Son apparence ressemble à celle d'un bonhomme de neige ou à celle d'une sorte de petit oiseau.
Dans le contexte du projet « Infanoid » de Kozima, Keepon est utilisé pour étudier les mécanismes sous-jacents de la communication sociale. Son apparence et ses actions simples font qu'il peut interagir aussi bien avec des enfants qu'avec des adultes. Le robot, généralement utilisé sous le contrôle d'un téléopérateur, interagit avec des enfants à l'école ou dans le cadre de centres de soins.
Keepon est devenu célèbre après son apparition sur BoingBoing, Engadget, Metafilter, YouTube, et d'autres sites en avril 2007. On y voit le petit robot danser sur la chanson I Turn My Camera On du groupe Spoon. De nombreux vidéos et commentaires furent postés par des fans tentant d'imiter la danse du robot ou manifestant leur admiration. La vidéo originale est l’œuvre de Marek Michalowski de l'université Carnegie-Mellon de Pittsburgh aux États-Unis, après avoir programmé Keepon pour danser au rythme de la musique. Les comportements de danse furent développés dans le contexte du projet « BeatBots » de Michalowski, dont le but est d'étudier les propriétés rythmiques des interactions sociales. Plus récemment, Keepon est apparu dans la vidéo officielle du single Don't You Evah par Spoon.
Actuellement, Keepon n'est pas disponible à l'achat.

## Sources Web
1. ↑  Site web du projet Infanoid
2. ↑  Entrée BoingBoing
3. ↑  Entrée Engadget
4. ↑  Entrée Metafilter
5. ↑  Entrée YouTube
6. ↑  Site web du projet BeatBots
7. ↑  Entrée YouTube